# Intubazione
In medicina, l'intubazione tracheale (o anche endotracheale) consiste nell'inserimento di un tubo di plastica flessibile nella trachea, attraverso le corde vocali, per permettere la respirazione e proteggendo le vie aeree da inalazioni di materiale gastrico; talvolta il tubo può essere utilizzato anche come condotto attraverso il quale somministrare determinati farmaci. Quando non è più necessaria l'assistenza ventilatoria o la protezione delle vie aeree, il tubo tracheale viene rimosso; questa procedura è conosciuta come estubazione.
L'intubazione viene spesso eseguita in pazienti gravemente feriti, malati o sottoposti ad anestesia generale per facilitare la ventilazione dei polmoni (inclusa la ventilazione meccanica) e per prevenire la possibilità di asfissia o ostruzione delle vie aeree.
La via più utilizzata è quella orotracheale, cioè attraverso la bocca, ma può anche essere eseguita una procedura rinotracheale, in cui il tubo endotracheale viene fatto passare attraverso il naso e poi in trachea. 
L'intubazione viene normalmente eseguita con l'ausilio di un laringoscopio convenzionale o un videolaringoscopio o con un broncoscopio, strumenti in grado di visualizzare le corde vocali e quindi assicurarsi che il tubo passi tra loro invece di andare nell'esofago. Altri metodi di ventilazione, diversi dall'intubazione, includono la cricotirotomia, utilizzata quasi esclusivamente in circostanze di emergenza, e la tracheotomia, vera e propria procedura chirurgica utilizzata principalmente in situazioni in cui si prevede una necessità prolungata di supporto delle vie aeree.
Per secoli la tracheotomia è stata considerata l'unico metodo affidabile per l'intubazione della trachea; tuttavia, poiché solo una minoranza di pazienti sopravviveva all'operazione, i medici la eseguivano solo come ultima risorsa, su pazienti oramai gravissimi.
Poiché si tratta di una procedura medica invasiva e dolorosa, l'intubazione viene solitamente eseguita dopo aver indotto l'anestesia generale nel paziente. Può, tuttavia, essere eseguita nel paziente sveglio, con anestesia loco-regionale o topica o, in caso di emergenza, senza alcuna anestesia. 
Dopo che la trachea è stata intubata, viene solitamente gonfiata una cuffia a palloncino posta appena sopra l'estremità distale del tubo, per fissarlo e prevenire la fuoriuscita di gas respiratori e per proteggere l'albero tracheobronchiale dall'inalazione di materiale indesiderato come gli acidi digestivi. Il tubo viene quindi collegato a un dispositivo di ventilazione (ventilatore meccanico, pallone autoespandibile,...).

## Storia
La prima testimonianza di un'intubazione endo-tracheale e seguente respirazione artificiale sugli animali risale al 1543. Vesalio fece notare, in questa testimonianza, che la pratica poteva in alcuni casi salvare la vita, ma rimase inascoltato.
Nel 1869 il chirurgo tedesco Friedrich Trendelenburg compì la prima intubazione di un uomo sotto anestesia, introducendo un tubo attraverso una tracheotomia temporanea.
Nel 1878 il chirurgo inglese McEwen eseguì la prima intubazione attraverso la gola e la bocca.
Negli anni della prima guerra mondiale, in particolare Magill e Macintosh ottennero grandi miglioramenti nell'applicazione dell'intubazione. La lama più usata nei laringoscopi a lama intercambiabile prende il nome da Macintosh. Da Magill prendono il nome il più comune tipo di tubo ricurvo, così come le pinze di Magill, usate per posizionare il tubo durante l'intubazione, e la lama Magill.

## Indicazioni

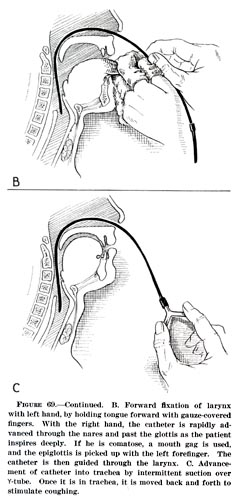
Illustrazione di un'intubazione naso-tracheale

Un'intubazione tracheale è indicata in una varietà di situazioni in cui la presenza di una patologia o l'esecuzione una procedura medica impediscono a una persona di mantenere libere le vie aeree per respirare e ossigenare il sangue, tanto da rendere inadeguato l’apporto di ossigeno utilizzando una semplice maschera facciale.

### Stato di coscienza alterato
Farmaci che inducono l'anestesia generale, oppioidi e bloccanti neuromuscolari possono diminuire o addirittura far cessare la respirazione. Sebbene non sia l'unico mezzo per mantenere una pervietà delle vie aeree durante l'anestesia generale, l'intubazione è certamente il mezzo più affidabile per garantire l'ossigenazione e la ventilazione, offrendo nel contempo il massimo grado di protezione contro il rigurgito e l'aspirazione polmonare di solidi e liquidi.Inoltre. in corso di anestesia generale, la presenza del tubo endotracheale garantisce l'accurata somministrazione dei gas anestetici e la misurazione della loro concentrazione nel gas espirato dal paziente, grandezza direttamente correlata alla profondità del piano anestetico. 
Danni al cervello (come ad esempio a seguito di un ictus, di un trauma cranico, di intossicazione o avvelenamento) possono provocare un abbassamento del livello di coscienza. Quando la situazione diventa grave fino ad arrivare allo stato soporoso o al coma (condizione definita da un punteggio inferiore a 8 sulla Glasgow Coma Scale), la perdita di tono dei muscoli delle vie aeree può ostruire le stesse vie, impedendo il libero flusso d'aria. nei polmoni. Inoltre, i riflessi protettivi delle vie aeree, come la tosse e la deglutizione, potrebbero risultare diminuiti o del tutto assenti; pertanto, l'intubazione tracheale viene spesse effettuata per ripristinare la pervietà e proteggere l'albero tracheo-bronchiale dall'eventuale aspirazione polmonare del contenuto gastrico.

### Ipossiemia
L'intubazione può essere necessaria per un paziente scarsamente ossigenato (ipossiemico) e con bassa saturazione di ossigeno del sangue causata da una respirazione inadeguata (ipoventilazione) o assente (apnea), o quando i polmoni non sono in grado di trasferire in maniera sufficiente l'ossigeno nel sangue. Tali pazienti, che possono essere anche svegli e vigili, sono spesso affetti da una malattia prevalentemente polmonare oppure da una patologie che coinvolge anche altri organi (multisistemica) o da un politrauma.
Esempi di tali condizioni includono lesioni del rachide cervicale, fratture multiple delle coste, un grave polmonite, una sindrome da distress respiratorio acuto o essere incorsi in un quasi annegamento. In particolare, l'ipotesi di procedere con un'intubazione viene considerata se la pressione parziale arteriosa dell'ossigeno (PaO2) è inferiore a 60 mmHg con una concentrazione di O2 inspirato (FIO2) del 50% o superiore.
In pazienti con anidride carbonica arteriosa elevata, una pressione parziale arteriosa di CO2 (PaCO2) superiore a 45 mmHg in un contesto di acidemia suggerisce di eseguire l'intubazione, soprattutto se una serie di misurazioni dimostrano un peggioramento dell'acidosi respiratoria. Indipendentemente dai valori di laboratorio, queste linee guida devono essere sempre interpretate nel contesto clinico.

### Ostruzione o manipolazioni delle vie aeree

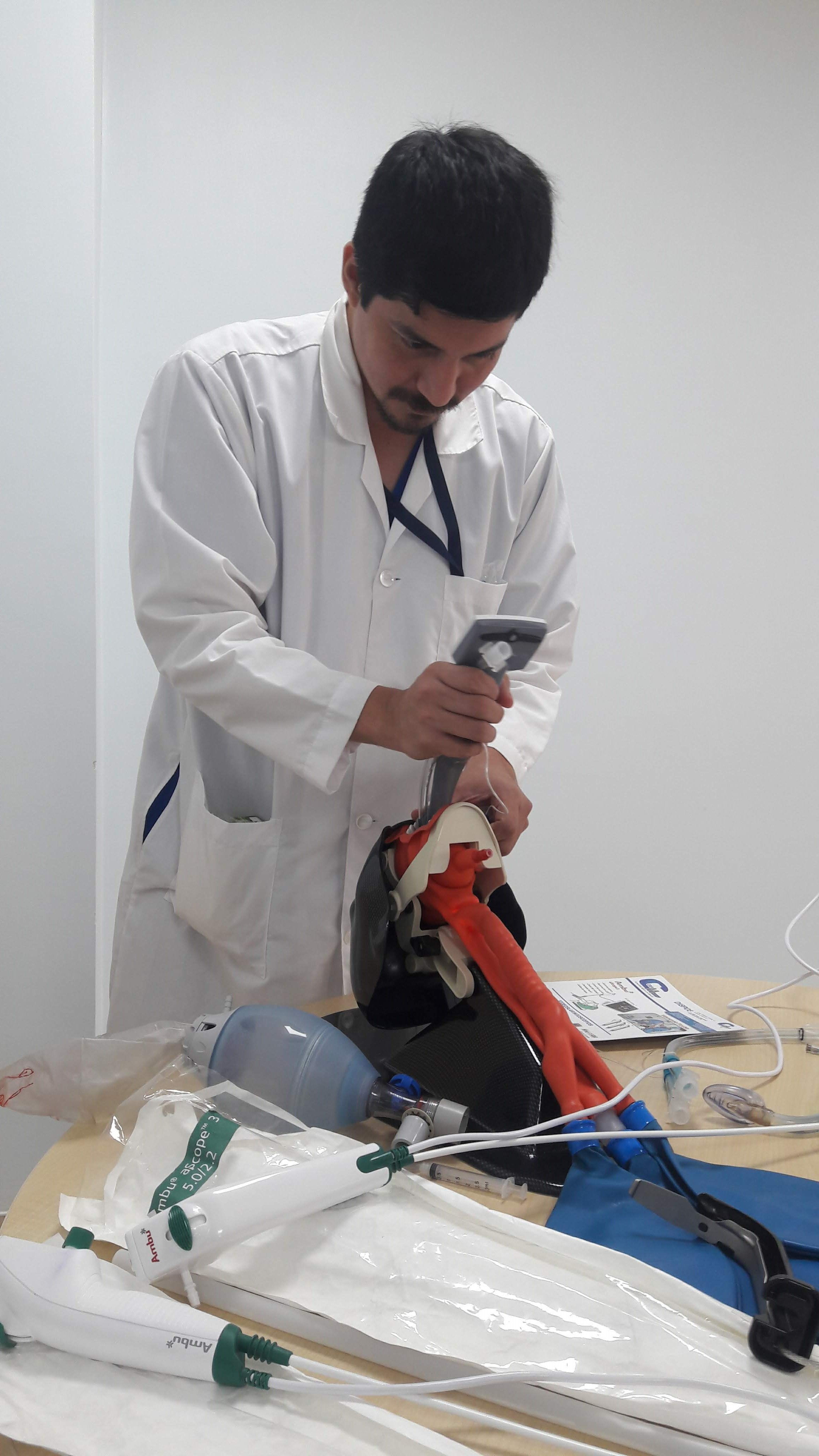

Un'ostruzione effettiva o imminente delle vie aeree è un'indicazione comune per procedere con un'intubazione della trachea. Un'ostruzione pericolosa per la vita può verificarsi quando un corpo estraneo si deposita nelle vie aeree; questo è particolarmente comune nei neonati e nei bambini piccoli. Gravi lesioni contundenti o penetranti al viso o al collo possono essere accompagnate da gonfiore e da un ematoma in veloce espansione che può andare ad ostruire le vie aeree, come può avvenire in seguito di lesioni alla laringe, alla trachea o ai bronchi. Tale situazione è comune anche nelle persone che hanno subito l'inalazione di fumo o ustioni all'interno o vicino alle vie aeree o all'epiglottite. Uno stato convulsivo o l'instaurarsi di un angioedema, sono ulteriori comuni cause di ostruzione delle vie aeree pericolose per la vita che possono richiedere l'intubazione tracheale per consentire il continuo passaggio dell'ossigeno.
Una manipolazione, a fini diagnostici o terapeutici, delle vie aeree (come nel caso di broncoscopia, terapia al laser o l'introduzione di uno stent nei bronchi) può interferire in modo intermittente con la capacità di respirare, quindi in tali situazioni può rendersi necessaria l'intubazione del paziente.

## Dispositivi e tecniche

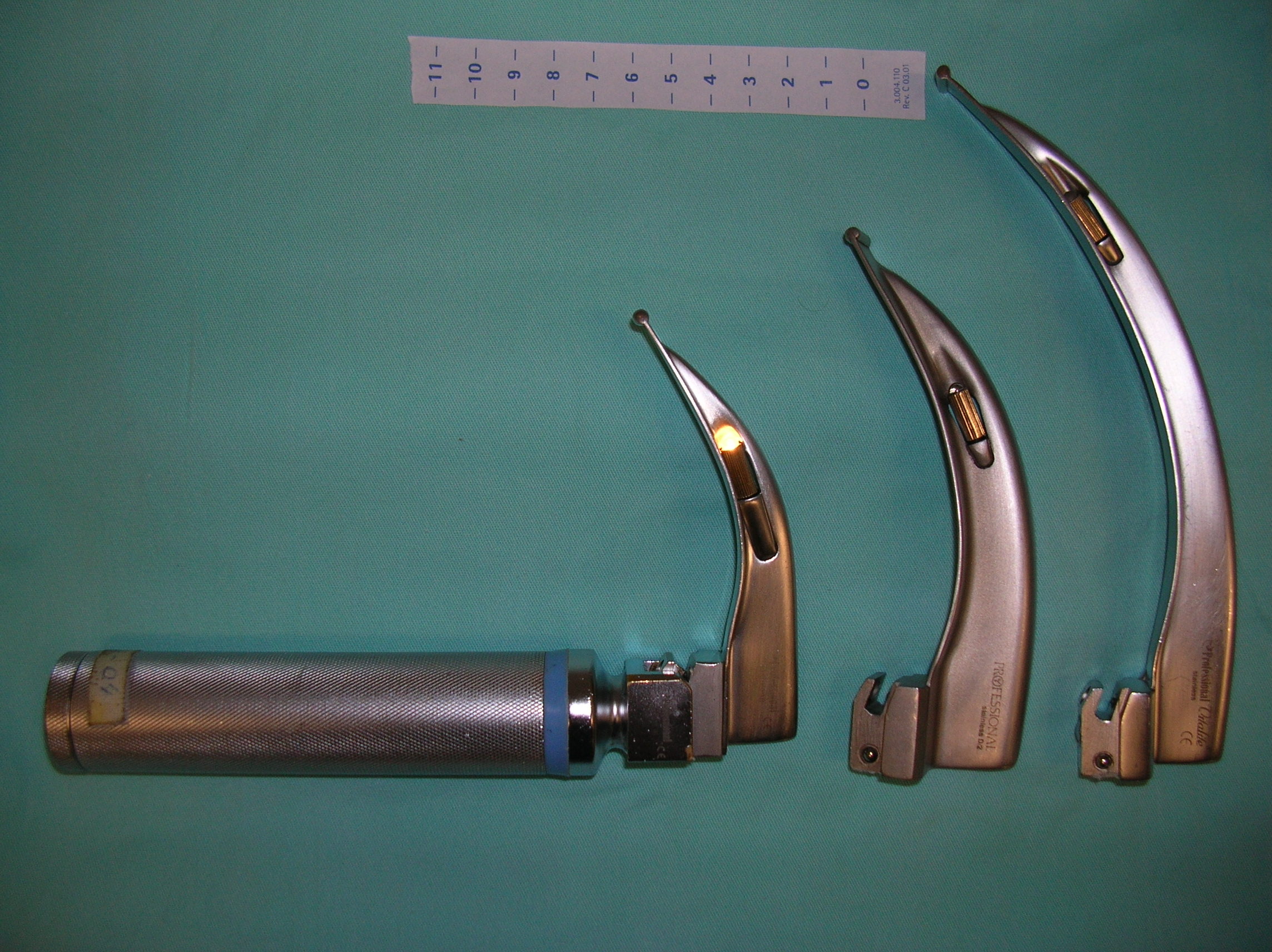
Laringoscopio

L'intubazione tracheale può essere eseguita attraverso varie tecniche.
Nella laringoscopia diretta, che è la tecnica tradizionale, si usa un laringoscopio per visualizzare la glottide al di sotto dell'epiglottide. Viene quindi inserito il tubo endotracheale, con una visione diretta. Questa tecnica viene eseguita in pazienti in stato comatoso o sotto anestesia generale, o quando abbiano ricevuto anestesia locale o specifica delle strutture delle vie aeree superiori (ad es. usando un anestetico locale come la lidocaina). Una alternativa all'intubazione del paziente cosciente, o leggermente sedato, e in anestesia locale, è l'uso di un endoscopio flessibile o simili (ad es. usando un video-laringoscopio). Questa tecnica è preferita quando si prevedono difficoltà nell'intubazione tradizionale, dato che permette al paziente di respirare spontaneamente, garantendo quindi ventilazione e ossigenazione spontanee più a lungo.
L'intubazione a sequenza rapida (RSI, Rapid Sequence Induction) è una variante della procedura standard su pazienti in anestesia generale, eseguita quando c'è un rischio aumentato di inalazione delle secrezioni gastriche che porterebbe quasi inevitabilmente a polmonite ab ingestis.
Esistono vari tipi di tubi endotracheali, per intubazione orale o nasale; i tubi possono essere sia flessibili che con una forma specifica e quindi relativamente più rigidi.

## Complicanze
L'intubazione tracheale può essere associata a diverse complicanze, come la rottura dei denti o lacerazioni dei tessuti delle vie aeree superiori. Può anche essere associata a complicazioni potenzialmente fatali, come l'aspirazione polmonare del contenuto dello stomaco, che può provocare una polmonite ab ingestis, o l'incorrere in un'intubazione non riconosciuta dell'esofago che può portare ad anossia potenzialmente fatale per mancata ventilazione dei polmoni. Per questo motivo, le potenziali difficoltà o complicazioni dovute alla presenza di un'anatomia delle vie aeree insolita o di altre variabili incontrollate, devono essere attentamente valutate prima di procedere con l'intubazione, ad esempio ricorrendo alla scala di El-Ganzouri.
L'intubazione tracheale sebbene sia una tecnica codificata e necessaria in diversi scenari non è esente da complicanze.
Possono essere complicanze immediate le lesioni dentarie (fino all'avulsione), il sanguinamento, l'edema delle strutture glottiche, il pneumomediastino, la perforazione tracheale, l'arresto cardiocircolatorio per stimolazione vagale.
Complicanze più successive possono essere lesioni tracheali, lesioni da decubito delle corde vocali o delle strutture buccali, o di faringe o ipofaringe, polmoniti e sinusiti (per l'intubazione rinotracheale).